# Лук мохнатолистный
Лук мохнатолистный (лат. Allium lasiophyllum) — многолетнее травянистое растение, вид рода Лук (Allium) семейства Луковые (Alliaceae).

## Распространение и экология
В природе ареал вида охватывает Тянь-Шань. Эндемик.

## Ботаническое описание
Луковица яйцевидная, диаметром 5—8 мм, наружные оболочки серые, бумагообразные, без заметных жилок, продолженные, обхватывающие основание стебля. Стебель одиночный, очень редко в числе двух, высотой 10—20 см, до половины одетый густо коротко-волосистыми влагалищами листьев.
Листья в числе двух—четырёх, шириной 0,5—1 мм, нитевидные, плоские, желобчатые, голые или густо опушённые, короче стебля.
Чехол почти в три раза короче зонтика, остающийся. Зонтик коробочконосный, пучковатый, более менее немногоцветковый. Цветоножки почти равные, равны или в полтора раза длиннее околоцветника, при основании с прицветниками. Листочки узкоколокольчатого околоцветника, розовые, с более тёмной жилкой, равные, линейно-ланцетные, острые, наружные едва шире, длиной 6—7 мм. Нити тычинок на четверть короче листочков околоцветника, при основании между собой и с околоцветником сросшиеся, цельные, внутренние треугольно-шиловидные, наружные шиловидные; пыльники жёлтые. Столбик не выдается из околоцветника.
Коробочка почти в два раза короче околоцветника.

## Таксономия
Вид Лук мохнатолистный входит в род Лук (Allium) семейства Луковые (Alliaceae) порядка Спаржецветные (Asparagales).
|  |                                      |  |                                                             |                                                             |                   |  | ещё 24 семейства (согласно Системе APG II) | ещё 24 семейства (согласно Системе APG II) |                        |  |  |  | ещё более 870 видов |
|  |                                      |  |                                                             |                                                             |                   |  | ещё 24 семейства (согласно Системе APG II) | ещё 24 семейства (согласно Системе APG II) |                        |  |  |  | ещё более 870 видов |
|  |                                      |  |                                                             | порядок Спаржецветные                                       |                   |  |                                            |                                            | род Лук                |  |  |  |                     |
|  |                                      |  |                                                             | порядок Спаржецветные                                       |                   |  |                                            |                                            | род Лук                |  |  |  |                     |
|  | отдел Цветковые, или Покрытосеменные |  |                                                             |                                                             | семейство Луковые |  |                                            |                                            | вид Лук мохнатолистный |  |  |  |                     |
|  | отдел Цветковые, или Покрытосеменные |  |                                                             |                                                             | семейство Луковые |  |                                            |                                            |                        |  |  |  |                     |
|  |                                      |  | ещё 44 порядка цветковых растений (согласно Системе APG II) | ещё 44 порядка цветковых растений (согласно Системе APG II) |                   |  |                                            | ещё около 300 родов                        | ещё около 300 родов    |  |  |  |                     |
|  |                                      |  |                                                             | ещё 44 порядка цветковых растений (согласно Системе APG II) |                   |  |                                            |                                            | ещё около 300 родов    |  |  |  |                     |